# Marcellus Earlington
Marcellus Earlington (Stony Brook, 24 aprile 2000) è un cestista statunitense, professionista in Europa.

## Carriera
Trascorsi gli anni universitari tra la St. John's University e l'Università di San Diego, firma il suo primo contratto professionistico all'Hapoel Afula, nella massima divisione israeliana. Il 6 agosto del 2024 è sbarcato nella Serie A2 italiana, firmando con l'Avellino Basket.

## Statistiche

### NCAA
| Anno      | Squadra             | PG  | PT | MP   | TC%  | 3P%  | TL%  | RP  | AP  | PRP | SP  | PP   |
| --------- | ------------------- | --- | -- | ---- | ---- | ---- | ---- | --- | --- | --- | --- | ---- |
| 2018-2019 | St. John's R. Storm | 15  | 0  | 3,9  | 46,4 | 22,2 | 42,9 | 1,5 | 0,0 | 0,1 | 0,3 | 2,1  |
| 2019-2020 | St. John's R. Storm | 32  | 4  | 18,2 | 46,2 | 27,9 | 64,8 | 4,7 | 0,6 | 1,0 | 0,3 | 9,0  |
| 2020-2021 | St. John's R. Storm | 27  | 1  | 16,8 | 42,4 | 40,3 | 57,1 | 4,1 | 0,7 | 0,7 | 0,3 | 6,8  |
| 2021-2022 | San Diego Toreros   | 31  | 29 | 26,8 | 40,7 | 34,1 | 70,7 | 6,7 | 1,2 | 0,6 | 0,4 | 13,2 |
| 2022-2023 | San Diego Toreros   | 30  | 23 | 28,8 | 48,9 | 35,6 | 78,8 | 6,8 | 1,5 | 0,9 | 0,2 | 17,3 |
| Carriera  | Carriera            | 135 | 57 | 20,7 | 44,8 | 34,7 | 71,7 | 5,2 | 0,9 | 0,7 | 0,3 | 10,6 |

#### Massimi in carriera
- Massimo di punti: 32 vs Portland (19 gennaio 2023)[2]
- Massimo di rimbalzi: 16 vs California Lutheran (11 dicembre 2021)
- Massimo di assist: 5 vs Pepperdine (3 marzo 2022)
- Massimo di palle rubate: 4 vs DePaul (11 gennaio 2020)
- Massimo di stoppate: 3 vs Seton Hall (23 febbraio 2019)
- Massimo di minuti giocati: 42 vs California-Riverside (20 dicembre 2022)